# Furongium
| ❮ | System          | Serie        | Stufe        | ≈ Alter (mya) |
| ❮ | später          | später       | später       | jünger        |
| - | --------------- | ------------ | ------------ | ------------- |
| ❮ | K a m b r i u m | Furongium    | 10. Stufe    | 485,4 ⬍ 489,5 |
| ❮ | K a m b r i u m | Furongium    | Jiangshanium | 489,5 ⬍ 494   |
| ❮ | K a m b r i u m | Furongium    | Paibium      | 494 ⬍ 497     |
| ❮ | K a m b r i u m | Miaolingium  | Guzhangium   | 497 ⬍ 500,5   |
| ❮ | K a m b r i u m | Miaolingium  | Drumium      | 500,5 ⬍ 504,5 |
| ❮ | K a m b r i u m | Miaolingium  | Wuliuum      | 504,5 ⬍ 509   |
| ❮ | K a m b r i u m | 2. Serie     | 4. Stufe     | 509 ⬍ 514     |
| ❮ | K a m b r i u m | 2. Serie     | 3. Stufe     | 514 ⬍ 521     |
| ❮ | K a m b r i u m | Terreneuvium | 2. Stufe     | 521 ⬍ 529     |
| ❮ | K a m b r i u m | Terreneuvium | Fortunium    | 529 ⬍ 541     |
| ❮ | früher          | früher       | früher       | älter         |

Das Furongium ist in der Erdgeschichte die vierte und oberste chronostratigraphische Serie des Kambriums. Die Serie wird geochronologisch in den Zeitraum von 497 bis 485.4 Millionen Jahren datiert. Das Furongium folgt auf das Miaolingium und geht dem Unterordovizium voraus.

## Namensgebung und Geschichte
Der Name der Serie ist abgeleitet von dem chinesischen Wort furong (芙蓉), das unter anderem ‚Lotos‘ bedeutet. Er bezieht sich auf die Lage des GSSP der Serie (siehe unten) in der südchinesische Provinz Hunan, die auch „Lotos-Land“ genannt wird. Der Name und der GSSP wurden 2002 offiziell vorgeschlagen und 2003 von der IUGS ratifiziert. Das Furongium entspricht dem Oberkambrium des traditionellen dreigliedrigen Kambriums.

## Definition und GSSP
Die Untergrenze der Serie ist durch das Erstauftreten der agnostoiden Trilobiten-Art Glyptagnostus reticulatus festgelegt. Als GSSP der Furongium-Serie (und der Paibium-Stufe) dient eine aufgeschlossene Schichtenfolge („Paibi-Profil“) der Huaqiao-Formation in der Provinz Hunan, China. Die Grenze zum Unterordovizium ist durch das Erstauftreten der Conodonten-Art Iapetognathus fluctivagus definiert.

## Untergliederung
Derzeit wird das Furongium vorläufig in drei chronostratigraphische Stufen unterteilt:
- System: Kambrium (541–485.4 mya)
  - Serie: Furongium (497–485.4 mya)
    - Stufe: Kambrium 10. Stufe (489.5–485.4 mya)
    - Stufe: Jiangshanium (494–489.5 mya)
    - Stufe: Paibium (497–494 mya)

  - Serie: Miaolingium (509–497 mya)
  - Serie: Kambrium 2. Serie (521–509 mya)
  - Serie: Terreneuvium (541–521 mya)

### Allgemein
- Shanchi Peng, Loren E. Babcock, Richard A. Robison, Huanling Lin, Margaret N. Rees, Matthew R. Saltzman: Global Standard Stratotype-section and Point (GSSP) of the Furongian Series and Paibian Stage (Cambrian). Lethaia. Bd. 37, Nr. 4, 2004, S. 365–379, doi:10.1080/00241160410002081 (alternativer Volltextzugriff: ICS).
- Shanchi Peng, Loren E. Babcock, Roger A. Cooper: The Cambrian Period. S. 437–488 in: Felix M. Gradstein, James G. Ogg, Mark Schmitz, Gabi Ogg: The Geologic Time Scale 2012. Volume 2. Elsevier 2012, ISBN 978-0-444-59434-1.

### Zur geologischen Überlieferung des Furongiums im deutschsprachigen Raum
- Deutsche Stratigraphische Kommission, Manfred Menning (Hrsg.): Stratigraphische Tabelle von Deutschland 2002. Potsdam 2002, ISBN 3-00-010197-7 (1 Blatt, Stratigraphie.de [PDF; 6,6 MB]).
- Kommission für die paläontologische und stratigraphische Erforschung Österreichs der Österreichischen Akademie der Wissenschaften (Hrsg.): Die Stratigraphische Tabelle von Österreich 2004 (sedimentäre Schichtfolgen). Wien 2004 (1 Blatt, uni-graz.at [PDF; 376 kB])